# 펀펀투데이
《이인권의 펀펀투데이》는 SBS 파워FM(수도권 기준 FM 107.7㎒)에서 여름방학 특집으로 2011년 8월 8일부터 2011년 8월 14일까지 방송된 "김영철의 펀펀 잉글리시"가
청취자들로부터 반응이 가장 좋아서 2011년 SBS 라디오 가을 개편에 따라 프로그램 명칭이 약간 변경되면서 신설되었다. 초대 진행자는 김영철이었다.
2016년 호란의 음주운전으로 인해 파워FM에 공백이 생겨 SBS 라디오 가을 개편을 단행하면서, 조정식 아나운서가 진행하는 방식으로 변경되었다. 개편을 통해 방송 시간이 아침 5시부터 아침 7시까지 확장되었다.
김영철이 진행하였던 당시의 펀펀투데이는 영어 전문 방송이었지만, 조정식이 진행하면서 깨알같은 웃음과 아나운서 같지 않은 개그감으로 새벽 방송 독보적 1위를 차지하고 있다. 한 번 들으면 헤어나올 수 없는 빅 재미를 선사하고, 공영방송 같지 않은 개그감으로 매니아층이 점점 늘어나고 있다. 2021년 11월 21일에서 방송 10주년을 맞이했다.

## 역대 진행자
- 1대 : 김영철 : (2011년 11월 21일 ~ 2016년 10월 23일)
- 2대 : 조정식 : (2016년 10월 24일 ~ 2023년 8월 20일)
- 3대 : 이인권 : (2023년 8월 21일 ~ 현재)

## 코너
매일 코너
- 사연과 신청곡
- 목동잉무새
- 상처엔 솔솔~ 잉데카솔
- The 명언
- 꼭꼭~ 선곡해~ (주말)

요일별 코너
월요일
- You can do it

화요일
- Chat잉PT

수요일
- 엠네글자 상담소

목요일
- 줄 그어드리는 남자

금요일
- 최저가 계산기

토요일
- 사랑 공식을 만들어 드립니다! 잉(ing)의 공식

일요일
- 오히려 좋아

## 지역 방송국 프로그램
- 단, 본사 방송 수중계는 강원, 부산경남, 울산, 전북, 제주이다.

| 프로그램                             | 지역                               | 방송채널     | 진행자                      |
| ------------------------------------ | ---------------------------------- | ------------ | --------------------------- |
| 음악이 있는 아침(05:00~06:00)        | 대구광역시·경상북도                | TBC Dream FM | 무작위                      |
| 오늘은 즐거운 가요! (06:00~07:00) 1. | 대구광역시·경상북도                | TBC Dream FM | 김대진                      |
| My FM 사운드 오브 뮤직(03:00~06:00)  | 광주광역시·전라남도                | kbc My FM    | 최형옥, 윤정선 (작가)       |
| 뮤직에세이 (05:00~06:00)             | 대전광역시·세종특별자치시·충청남도 | TJB POWER FM | 박세종                      |
| 좋은날 좋은아침 (06:00~07:00)        | 대전광역시·세종특별자치시·충청남도 | TJB POWER FM | 김수영                      |
| 새벽을 여는 친구 (05:00~06:00)       | 충청북도                           | CJB JOY FM   | 평일 : 최혜윤 주말 : 정승조 |
| 굿모닝 JOY FM (06:00~07:00)          | 충청북도                           | CJB JOY FM   | 평일 : 황수동 주말 : 연규옥 |

## 같이 보기
같이 보기
- 아침 정보

방송 프로그램
- 이슬기의 상쾌한 아침 (KBS 해피FM, KBS 쿨FM)
- 우리의 아침, 조경아입니다 (KBS 해피FM)
- 세상을 여는 아침 안주희입니다, 굿모닝FM (MBC FM4U)
- 김용신의 그대와 여는 아침, 이수영의 12시에 만납시다 (CBS 음악FM)